# 高橋殿
高橋殿（たかはしどの、? - 永享元年（1429年））は、室町時代前期の女性で室町幕府第3代将軍足利義満の側室。実名は不詳。義満の存命中は「西御所」と称され、義満の没後に京都の北野高橋の邸宅に住んだことから、「高橋殿」「北野殿」と呼ばれた。

## 経歴
『吉田家日次記』によれば、応永9年（1402年）7月6日に高橋殿の邸宅で、角田近江次郎が何者かに殺害されたことが記され、同書の7月11日条にはその人物が高橋殿の「御親類無双」であったことが記されている。そのため、高橋殿は元は近江国の角田氏出身であったとも言われている。また、世阿弥の『申楽談儀』には彼女を「東洞院の傾城（けいせい）」であったと記している。傾城とは遊女の別称であり、身分の高い出自ではなかったようである。
女性としての美しさもさることながら、機転が利き、酒にも強かったことから義満に寵愛され、義満の地方旅行にもしばしば同行した。そのため、幕府内でも大きな権勢を振るい、『東寺百合文書』には東寺が高橋殿やその家臣によって備中国新見荘・播磨国垂水荘の代官の地位を奪われた事が記されている。また、同じ頃吉田兼敦は足利義満が僧形のまま伊勢神宮参拝を強行したり、同じく伊勢神宮の反対にもかかわらず時宗の僧侶である国阿が伊勢参拝を行った背景として「権女」の存在を挙げて憤慨している（『吉田家日次記』応永7年10月23日条及び同10年10月23日条）。この「権女」は国阿を信任していた高橋殿のことと考えられている。
子供には恵まれなかったが、却ってそのことが義満の嫡男である足利義持との将軍位を巡る対立を引き起こさずに済み、またその性格から義持からは相談役の1人として扱われた。応永28年（1421年）に称光天皇の生母（国母）日野西資子と足利義持の正室で後継者義量の生母でもあった日野栄子が揃って熊野詣を行って高橋殿も同行しているが、高橋殿が熊野三山への信仰が強く度々熊野詣を行っており、しかも今回の熊野詣の先達であった住心院実意という僧侶は実は高橋殿の先達であったことから、熊野詣の企画は高橋殿によるものであったと推定されている。更に翌年1月18日に前日の的始めの優秀者を将軍家が招いて行った祝宴では主宰である将軍家（義持夫妻と義量）と並んで北野殿（高橋殿）が出席者を迎えたことが分かる（『花営三代記』）。更に『花営三代記』や『満済准后日記』によって毎年1月19日に義持夫妻が高橋殿の邸宅に御成を行っていたことが判明する。そして、応永34年（1427年）に発生した将軍義持の側近・赤松持貞が義持によって自害を命じられた事件も高橋殿が深く関わっていた。高橋殿から義持の御成が予定されていた畠山満慶に充てた密書によって持貞の女性問題（義持の側室との密通と言われている）を知った義持は高橋殿から事の是非を確認したのみで持貞の弁明は不要として即刻自害を命じたのであった（『満済准后日記』）。
持貞自害の翌応永35年（正長元年/1428年）に義持は没し、足利義教が将軍を継承したが彼もまた高橋殿に深く敬意を払った。永享元年（1429年）11月15日、高橋殿が危篤に陥ったと聞いた義教は直ちに彼女の邸宅に見舞いに訪れている。彼女が間もなく死去したことは確かであるが、正確な日にちは判明していない。ただし、同年12月27日に高橋殿の遺領の一部を与える義教の御教書を受けた満済が、義教の元に御礼に参上しており、12月27日以前に彼女が死去して、遺領の処理が行われた事実は確認可能である。